# Парамали
Парама̀ли (на гръцки: Παραμάλι) е село в Кипър, окръг Лимасол. Според статистическата служба на Република Кипър през 2001 г. селото има 148 жители.
Намира се на 4 km източно от Авдиму.